# Zélotes
Pour l’article homonyme, voir Zelotes (genre).
Les Zélotes sont les membres d'un mouvement politico-religieux juif du Ier siècle. Les Zélotes incitent le peuple de la province de Judée à se rebeller contre l'Empire romain et l'expulser par la force des armes. Ils ont joué un rôle de tout premier plan pendant la Grande révolte juive (66-73) qui a abouti à la destruction du Temple de Jérusalem.

## Étymologie
Le terme « zélote » vient du grec zêlôtês (ζηλωτής au pluriel ζηλωταί) correspondant à l'hébreu קנאים qui signifie les « zélés » de la racine קנא « être jaloux, exclusif ».

## Zélotes, Sicaires et la Quatrième philosophie
Le déroulement de la première guerre judéo-romaine est essentiellement connu grâce aux ouvrages de l'historien juif Flavius Josèphe. Jusque dans les années 1960, les Zélotes étaient considérés comme l'unique mouvement révolutionnaire juif qui mène la guerre contre les Romains. Le terme englobe l'ensemble des forces juives qui cherchent à se libérer de Rome. Le terme de Sicaires, également employé par Josèphe lorsqu'il parle des révolutionnaires juifs, est considéré comme un synonyme de Zélotes ou une tendance extrémiste au sein du mouvement.
Pour Marcel Simon, le courant des Zélotes « se définit par un nationalisme intransigeant et agressif. Appelant de tous leurs vœux l’instauration du Royaume, ses tenants estiment devoir en hâter la venue par la violence. L’étranger est pour eux l’ennemi. ils dressent des embuscades, manient le poignard – d’où le nom de sicaires qu’on leur donnait parfois –, entretiennent en Palestine un climat d’insécurité et d’agitation chroniques. ».
Depuis les années 1960-1970, certains historiens estiment qu'il faut distinguer les Sicaires et les Zélotes. Ils constitueraient deux mouvements distincts, chacun ayant une histoire et une idéologie propre. Lorsque Josèphe décrit le mouvement révolutionnaire juif, il distingue en effet plusieurs groupes : les Sicaires, les partisans de Simon Bar Giora, les partisans de Jean de Gischala et les Zélotes (BJ VI.148, VII.262-270). Cette description laisse supposer que le mouvement révolutionnaire était divisé. Pour ces historiens, les héritiers du mouvement de Judas le Galiléen sont les Sicaires, alors que les Zélotes sont de jeunes prêtres qui font cesser les sacrifices offerts au Temple pour le compte de Rome et de l'empereur (Guerre des Juifs, II, 17, 409), dont le chef est Éléazar fils d'Ananias.
L'origine des Sicaires, et des Zélotes s'il s'agit du même mouvement, remonte à la Quatrième philosophie fondée par Judas le Galiléen. Ils se révoltent initialement contre le recensement de Quirinius en 6 : le recensement viole d'une part un interdit biblique (seul Dieu est le comptable autorisé des âmes), mais d'autre part prépare l'institution de l'impôt « par tête ». En se radicalisant, ils finissent par s'attaquer aussi bien à leurs compatriotes jugés timorés ou soupçonnés de collaborer avec les Romains, qu'aux païens qui — pensent-ils — souillent la Terre promise par leur seule présence. Flavius Josèphe affirme que le chef nationaliste Judas le Galiléen est à l'origine d'une « quatrième philosophie » (les autres étant les Sadducéens, les Pharisiens et les Esséniens), qu'il décrit ainsi :

« Judas fut l'auteur de la quatrième secte. Elle s'accorde en toutes choses avec celle des Pharisiens, excepté que ceux qui en font profession soutiennent qu'il n'y a que Dieu seul que l'on doive reconnaître pour Seigneur et pour Roi. Ils ont un si ardent amour pour la liberté que les genres de mort les plus extraordinaires, les supplices les plus atroces, qu'ils subissent eux-mêmes ou laissent souffrir aux personnes qui leur sont les plus chères, les laissent indifférents pourvu qu'ils n'aient à donner à nul homme le nom de Seigneur et de Maître. Comme bien des gens ont été témoins de la fermeté inébranlable avec laquelle ils subissent tous ces maux, je n'en dirai pas davantage, non de crainte de ne pas être cru, mais plutôt de peur que mes paroles ne donnent une idée trop faible du mépris avec lequel ils supportent la douleur. »

— Flavius Josèphe, Antiquités Judaïques, XVIII, 1.6

## Idéologie
Le mouvement zélote se réclame intentionnellement de grandes figures bibliques, comme celle de Pinhas le Zélé (aussi Pin'has ou Phineas), fils d'Eléazar, fils d'Aaron (Nb, 25, 11). Ce personnage biblique s'est illustré par l'assassinat d'un Prince de tribu d'Israël qui se serait fourvoyé dans la luxure aux yeux de tous. L'exécution commise par Pinhas, au lieu d'être réprimandée, est hautement valorisée en tant qu'elle scelle une alliance de paix entre le peuple et l'Éternel. Pinhas est considéré comme le premier zélote, car la Bible dit qu'il s'est montré "jaloux" pour la gloire divine. En outrepassant la loi, Tu ne tueras point, il réaffirme le caractère sacré de la loi mosaïque et, de fait, réinstalle le principe religieux comme moteur de l'action humaine. L'épisode de Pinhas constitue la principale légitimation théologique de l'activisme zélote. La figure de Pinhas le Zélé qui avait été utilisée notamment par les Macchabées (Mattathias et ses fils) lors de leur révolte contre les Judéens hellénistes et leurs alliés séleucides est reprise par les zélotes à des fins idéologiques. Les zélotes « voient dans les relations avec les Grecs une source de souillure ».
Les Zélotes partagent la doctrine de certains Pharisiens, mais ils divergent sur la façon de se libérer de l'occupation étrangère. Un des fondements de leur idéologie est de protéger l'alliance avec le Dieu d'Israël. Le zèle pour la Torah doit permettre d'assurer le respect de l'alliance conclue au Sinaï. Leur idéologie se double d'une vision eschatologique. Le zèle est le moyen par excellence d'accélérer le temps de la fin et l'arrivée du Messie.
Pour une partie de la recherche, les zélotes sont liés aux pharisiens de l'école de Shammaï (beth Shammaï). La Mishna parle de « dix-huit mesures » adoptées par la majorité shammaïte contre l'avis des Hillélites (Shabbat 1.4). Ces mesures visent à assurer une séparation entre les Juifs et les païens. Elles interdisent la consommation des aliments des païens et même d'utiliser leur langue. Elles interdisent en particulier les offrandes des païens. Les rabbins jugent sévèrement ces décisions et estiment que « cette journée fut aussi critique pour Israël que celle du Veau d'or ». Cet épisode présente des parallèles avec la cessation des sacrifices pour l'Empereur rapporté par Josèphe (BJ II 222). À l'initiative d'Éléazar fils d'Ananias, les prêtres interrompent les sacrifices pour la protection de l'Empereur. Les Zélotes sont à l'origine, en 66 ou 68 de la proclamation des « Dix-huit mesures »,.

## Histoire
Les Zélotes constituent un des courants actifs du judaïsme du Ier siècle. C'est une secte juive anti-romaine. L'aigle d'or d'Hérode est enlevé du temple de Jérusalem par leurs soins, ils sont les principaux instigateurs de la révolte contre Rome : ils se défendent contre Titus avec acharnement, pendant le siège et après la prise de Jérusalem, en 70.
Pour Flavius Josèphe, le groupe des Zélotes n'est attesté, sous ce nom, qu'à partir du déclenchement de la révolte (66) et uniquement à Jérusalem,. Les Zélotes semblent avoir constitué un groupe d'ascendance hassidéenne et fondamentalement sacerdotal, qui a été renforcé par l'arrivée à Jérusalem des restes des forces essentiellement paysannes qui fuient les troupes romaines, notamment de Galilée (67 - début 68). Lorsque le Talmud se réfère aux qanna'im, ils ne sont pas présentés comme les membres d'un groupe, mais simplement comme des prêtres vengeurs dans le Temple.
Partisan de composer avec la puissance romaine, Flavius Josèphe reproche amèrement aux zélotes leur fanatisme qui est selon lui à l'origine de la Première Guerre judéo-romaine. Les Romains leur donnent le nom de « sicaires », du nom de leur poignard tranchant, la sica, qui pourrait avoir aussi donné le surnom d'Iscariote du Judas Iscariote des Évangiles (sikariot en araméen dans la peshitta).
Dès le début de l'insurrection, Eleazar ben Hanania, commandant de la police du Temple et chef des zélotes à Jérusalem, demande et impose la cessation des offrandes quotidiennes pour le salut de l'empereur romain, ce qui entraîne, en réponse, le déclenchement de la guerre par les Romains.
Parmi les chefs de la révolte, on compte Jean de Gischala et Eléazar fils de Simon. Juste avant l'arrivée des forces de Titus, quelques jours avant la Pâque 70, Jean de Gischala se réconcilie avec Simon Bar Giora, alors qu'Éléazar avait été contraint de se démettre peu avant.

## Signification actuelle du terme
En français, le terme de zélote s'applique aujourd'hui à une personne qui fait preuve d'un attachement fanatique à sa cause, jusqu'à l'aveuglement. Selon le Dictionnaire historique de la langue française d'Alain Rey, on voit apparaître le terme zélote au féminin, à partir de 1864, pour désigner une personne « animée d'un zèle religieux fanatique », puis, dans un emploi littéraire, quelqu'un qui « pousse le zèle jusqu'à l'aveuglement ». Le terme zélotisme figure déjà dans Proudhon, en 1854, mais son emploi est alors rare.